# Editorial Sur
L'editorial Sur és una editorial argentina que va arrencar el 1933, també per iniciativa de Victoria Ocampo, i va publicar autors del prestigi de Jorge Luis Borges, Juan Carlos Onetti, José Bianco, Vladimir Nabokov, Federico García Lorca, Albert Camus o Adolfo Bioy Casares, per citar-ne uns quants.